# Lijst van burgemeesters van Sint-Annaland
Dit is een lijst van burgemeesters van de voormalige Nederlandse gemeente Sint-Annaland tot die gemeente in 1971 opging in Tholen.
| Ambtsperiode | Naam burgemeester                       | Partij of stroming | Bijzonderheden                                                                            |
| ------------ | --------------------------------------- | ------------------ | ----------------------------------------------------------------------------------------- |
| 18?? - 1838? | Willem Cornelis Hoogkamer               |                    | schout?/burgemeester                                                                      |
| 1838? - 1851 | Nicolaas Polderman                      |                    |                                                                                           |
| 1851 - 1892  | Abraham Johannes Bierens (1815-1906)    |                    |                                                                                           |
| 1892 - 1920  | Abraham Johannes Bierens (1854-1941)    |                    | was zoon van voorganger                                                                   |
| 1920 - 1942  | Cornelis Marinus Petrus Willem Hanssens |                    |                                                                                           |
| 1943 - 1944  | Matheus Cornelis van der Weele          | NSB                |                                                                                           |
| 1944 - 1945  | Abraham Johannes Bierens (1889-1954)    |                    | waarnemend; vader was in periode 1892-1920 burgemeester van Sint Annaland                 |
| 1945 - 1953  | François Marinus Boogaard               |                    | laatste maanden waarnemend, eerder waarnemend burgemeester van Stavenisse                 |
| 1953 - 1962  | Johannes van den Bos                    | ARP                | eerder burgemeester van Arnemuiden, in 1956 tevens waarnemend burgemeester van Stavenisse |
| 1963 - 1966  | Hendrik Johan Smith                     | ARP                | later burgemeester van Goedereede en Nunspeet                                             |
| 1966 - 1971  | Willem (W.) Baas                        | ARP                | vanaf 1970 waarnemend; eerder burgemeester van Kerkwerve en Sint Laurens                  |